# Сент-Андре-де-Розан
Сент-Андре́-де-Роза́н (фр. Saint-André-de-Rosans, окс. Sant Andreu de Rosans) — коммуна во Франции, находится в регионе Прованс — Альпы — Лазурный Берег. Департамент коммуны — Верхние Альпы. Входит в состав кантона Розан. Округ коммуны — Гап.
Код INSEE коммуны — 05129.

## Население
Население коммуны на 2008 год составляло 150 человек.
| 1962 | 1968 | 1975 | 1982 | 1990 | 1999 | 2008 |
| ---- | ---- | ---- | ---- | ---- | ---- | ---- |
| 98   | 137  | 119  | 123  | 141  | 139  | 150  |

## Экономика

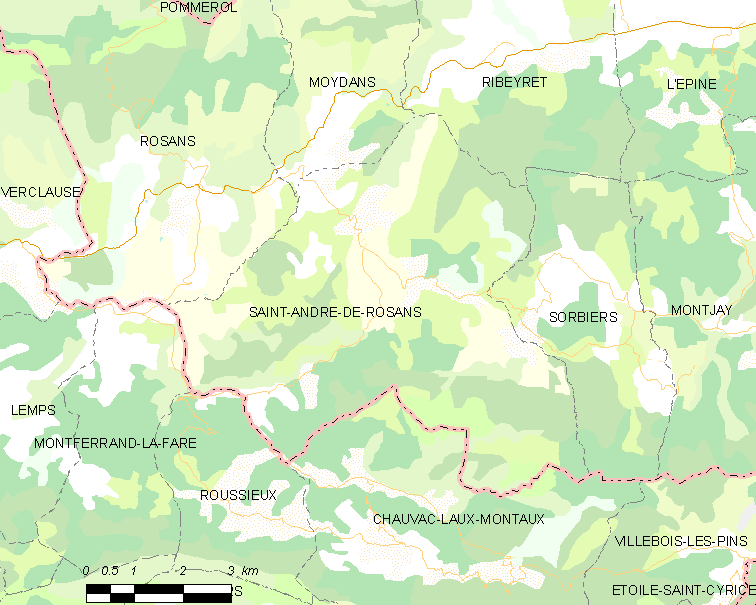
Карта коммуны

В 2007 году среди 86 человек в трудоспособном возрасте (15—64 лет) 59 были экономически активными, 27 — неактивными (показатель активности — 68,6 %, в 1999 году было 78,7 %). Из 59 активных работали 55 человек (29 мужчин и 26 женщин), безработных было 4 (2 мужчин и 2 женщины). Среди 27 неактивных 9 человек были учениками или студентами, 8 — пенсионерами, 10 были неактивными по другим причинам.

## Достопримечательности
- Руины монастыря Сент-Андре-де-Розан, создан в 988 году.
  - Церковь (XI—XII века).
  - Монастырские здания (XII—XIII века).